# 8. Feld-Division
8. Feld-Division foi uma divisão de campo da Luftwaffe que prestou serviço durante a Segunda Guerra Mundial, combatendo com a Heer. Após lutar contra o Exército Vermelho durante alguns meses, e de sofrer pesadas baixas, o que resto da divisão foi absorvido pela 15. Feld-Division.

## Comandantes
- Hans Heidemeyer, 1 de Outubro de 1942 - 1 de Fevereiro de 1943[2]
- Kurt Hähling, 1 de Fevereiro de 1943 - 15 de Fevereiro de 1943[2]
- Willibald Spang, 15 de Fevereiro de 1943 - Março de 1943[2]